# BMW 3/20
BMW 3/20 PS är en personbil, tillverkad av den tyska biltillverkaren BMW mellan 1932 och 1934.
BMW:s första egenkonstruerade bil, BMW 3/20 PS, introducerades i mars 1932, i samband med att licensavtalet med Austin Motor Company gick ut. Motorn hade nu fått toppventiler. Chassit hade individuell hjulupphängning med tvärliggande bladfjädring runt om och pendelaxel bak.

## Motor
| Modell  | Motor              | Cylindervolym | Effekt | Bränslesystem |
| ------- | ------------------ | ------------- | ------ | ------------- |
| 3/20 PS | 4-cyl radmotor ohv | 785 cm³       | 20 hk  | Förgasare     |